# مودراکوواتس
مودراکوواتس (به صربی: Mudrakovac) یک منطقهٔ مسکونی در صربستان است که در کروشواتس واقع شده‌است. مودراکوواتس ۳٬۳۶۶ نفر جمعیت دارد.